# Felix Guerlin
Felix Edouard Antoine Guerlin (* 11. Juni 1870 in Berlin; † 11. März 1947 in Greifswald) war Bibliothekar und Schriftsteller.

## Leben
Felix Guerlin entstammte einer hugenottischen Familie. Nach dem Abitur am Königlich-französischen Gymnasium in Berlin im Jahr 1899 studierte er an der Berliner Universität klassische und germanische Philologie, Archäologie und Kunstgeschichte. Durch seine Tätigkeit in der Siamesischen Gesandtschaft in Berlin und in der „Deutschen Bibliothek für Ausländer“ eignete er sich umfangreiche Sprachkenntnisse an und beherrschte schließlich 13 Sprachen.
Ab 1919 war er an der Universitätsbibliothek Greifswald Bibliothekssekretär und ab 1926 Bibliotheksinspektor.
Guerlin war Mitglied der „Publikationsgemeinschaft Greifswalder Autoren“ und veröffentlichte Gedichte, Reportagen, Kritiken und Essays. Er gehörte dem Reichsbund für Leibesübungen an, gründete den Greifswalder Schwimmverein und organisierte das jährliche „Dauerschwimmen“ in der Dänischen Wiek. Außerdem setzte er sich 1926 verdienstvoll für den Bau des Volksstadions ein. 